# Halberstädter Straße 154

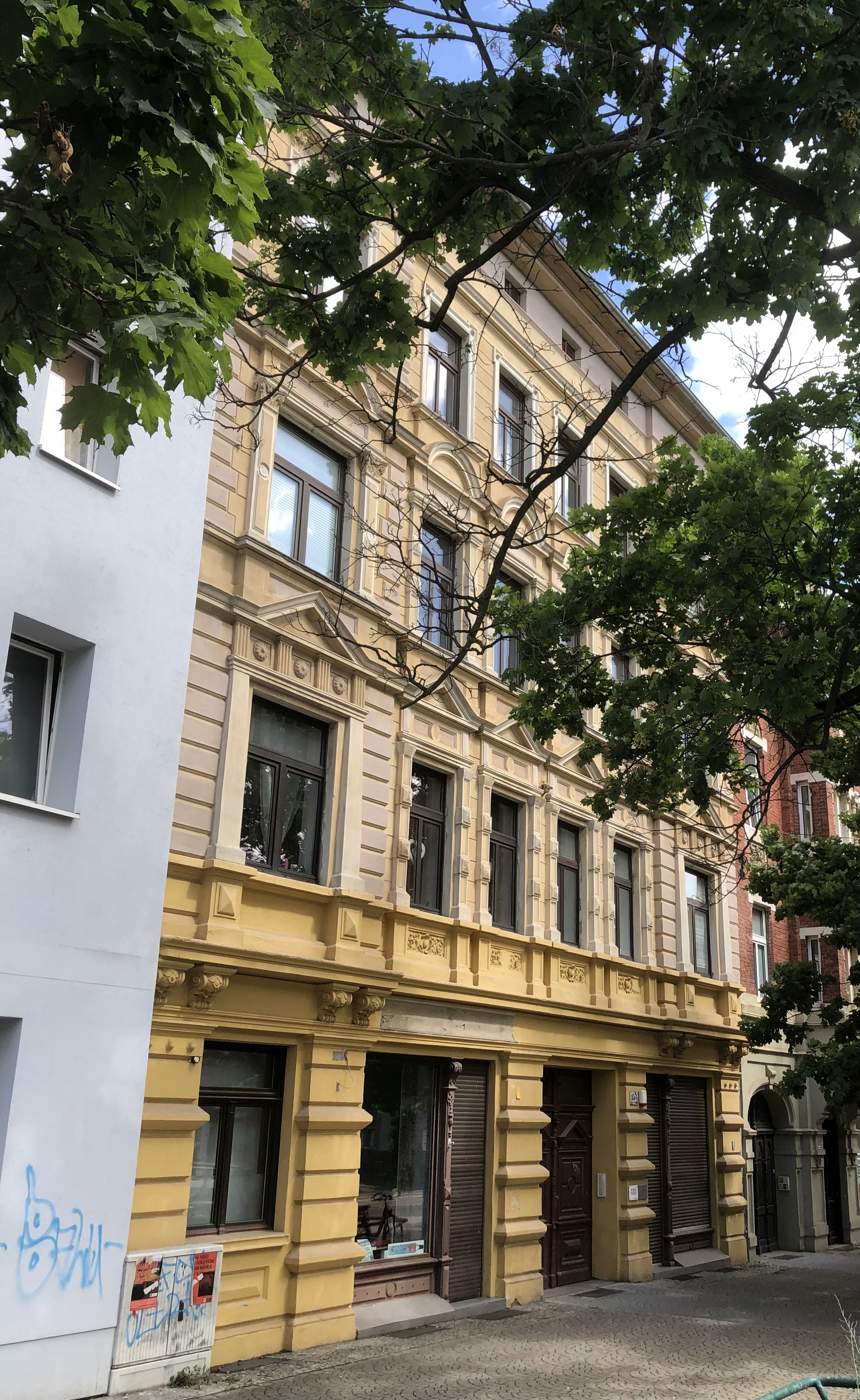
Wohn- und Geschäftshaus Halberstädter Straße 154 im Jahr 2021

Das Gebäude Halberstädter Straße 154 ist ein denkmalgeschütztes Wohn- und Geschäftshaus in Magdeburg in Sachsen-Anhalt.

## Lage
Es befindet sich auf der Nordseite der Halberstädter Straße im Magdeburger Stadtteil Sudenburg. Östlich grenzt das gleichfalls denkmalgeschützte Haus Halberstädter Straße 152 an.

## Architektur und Geschichte
Das Grundstück gehörte in der Zeit um 1855 dem Ackerbürger Giebeler. 1890 erwarb Andreas Schultze, ein Bauunternehmer aus Groß Ottersleben dem auch die benachbarte Nummer 152 gehörte, das Grundstück. Er riss ein bestehendes Gebäude ab und ließ das noch heute bestehende Haus errichten. Der viergeschossige verputzte Bau verfügt über ein Mezzaningeschoss. Die sechsachsige Fassade ist im Stil des Spätklassizismus gestaltet. Das Erdgeschoss mit zwei Ladengeschäften wird durch eine markante horizontale Gliederung geprägt. Oberhalb der Fensteröffnungen im ersten Obergeschoss befinden sich Fensterverdachungen in Form von Dreiecksgiebeln, im zweiten Obergeschoss in Form von Segmentbögen. Die jeweils äußerste Achse tritt als flacher Seitenrisalit hervor. An den Risaliten finden sich Pilaster, Triglyphen und Metopen.
In den Ladengeschäften befand sich neben der Sattlerei Meyer ein Zigarrengeschäft. Der Sattler Meyer erwarb 1920 das Gebäude. Im Stadtteil war Meyer dafür bekannt, während der Arbeit deutsche Volkslieder zu singen. Nach mehr als 100-jährigem Bestand stellte die Sattlerei 1990 ihren Betrieb ein.
Im örtlichen Denkmalverzeichnis ist das Wohn- und Geschäftshaus unter der Erfassungsnummer 094 81994 als Baudenkmal verzeichnet.
Das Gebäude gilt als städtebaulich bedeutend und wird als Zeugnis für die gründerzeitliche Bebauung der Halberstädter Straße betrachtet.